# Avenue Debidour
Pour les articles homonymes, voir Debidour (homonymie).
L'avenue Debidour est une voie du 19e arrondissement de Paris, en France.

## Situation et accès
L'avenue Debidour est une voie publique située dans le 19e arrondissement de Paris. Elle débute au 66, boulevard Sérurier et se termine en impasse.

## Origine du nom

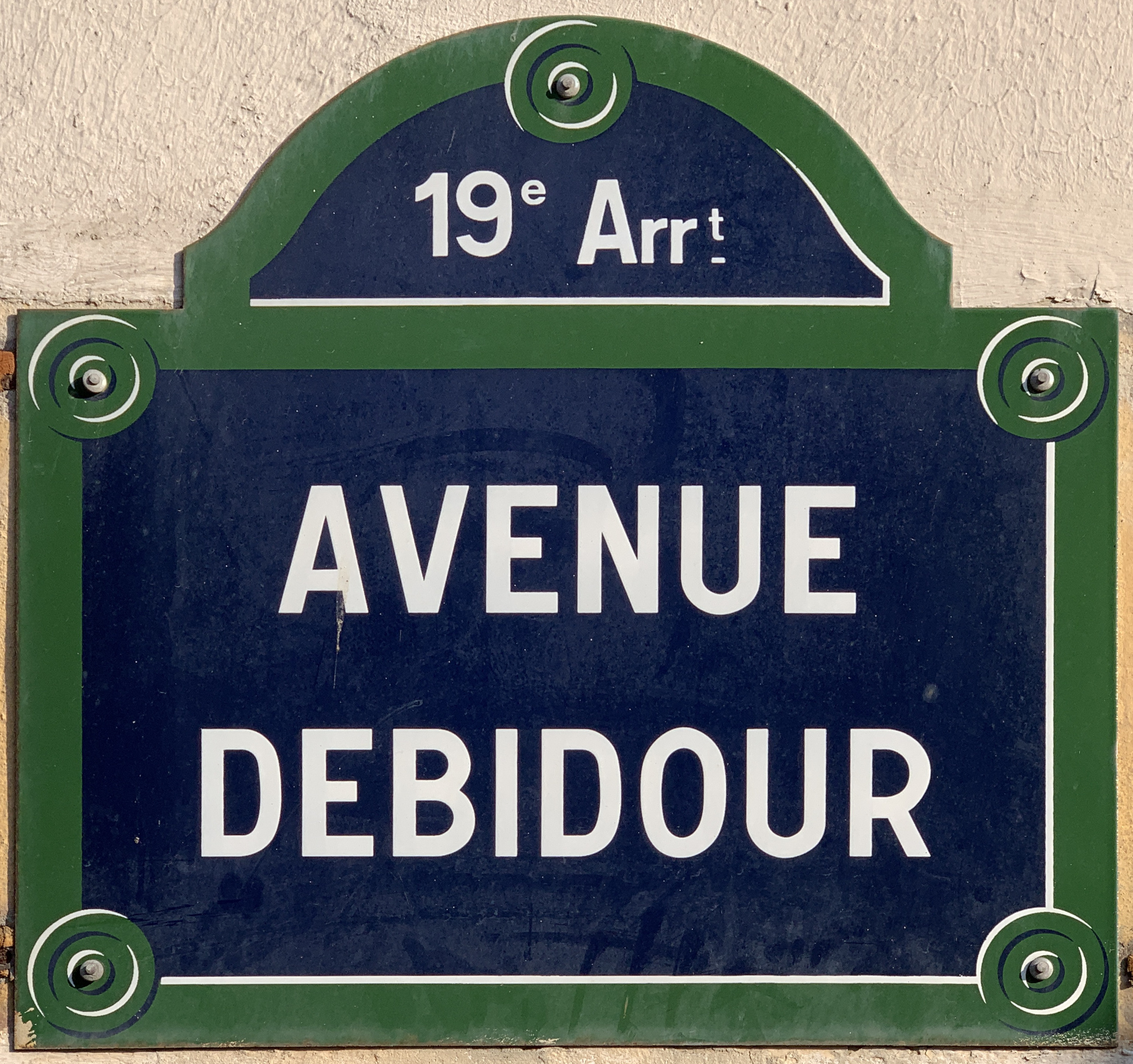
Plaque de l'avenue.

Cette voie est nommée d'après l'historien français, Antonin Debidour (1847-1917).

## Historique
La voie a été ouverte et a pris sa dénomination actuelle en 1932 sur l'emplacement du bastion no 22 de l'enceinte de Thiers.

## Bâtiments remarquables et lieux de mémoire

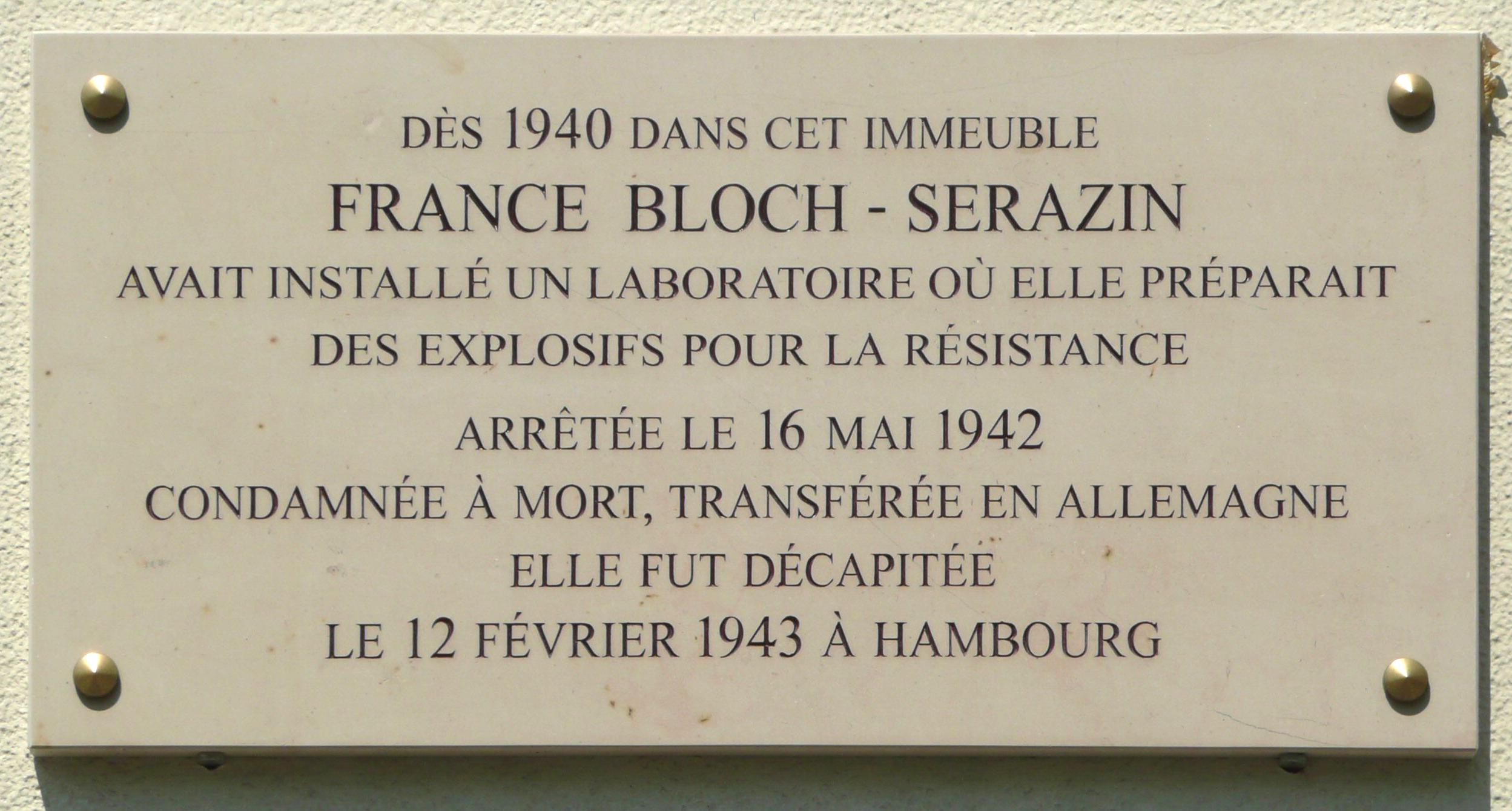
Plaque apposée sur la façade de l'immeuble sis 1, avenue Debidour, à Paris
(angle de l’avenue avec le boulevard Sérurier).

Au no 1, une plaque commémorative rappelle que la résistante France Bloch-Sérazin avait installé, dans un appartement situé à cette adresse, un laboratoire pour la fabrication d'explosifs.